# Jatropha
Jatropha es un género de aproximadamente 175 especies suculentas, arbustos y árboles (algunos son de hoja caduca, como Jatropha curcas L.), de la familia de las euforbiáceas. 
Las especies de este género crecen de forma nativa en África, Norteamérica, Caribe y Sudamérica.

## Descripción
Son árboles, arbustos o hierbas, a veces suculentos, tallos con látex pálido a coloreado; plantas monoicas o dioicas. Hojas alternas o subopuestas cuando están amontonadas en los brotes laterales, simples, no lobadas a palmatilobadas. Inflorescencias cimosas, axilares o terminales, largamente pedunculadas, flores con 5 sépalos imbricados; pétalos 5, disco anular a disecado; flores estaminadas con estambres 8–10, filamentos connados, pistilodio (en Nicaragua) ausente; flores pistiladas con ovario generalmente 3-locular, 1 óvulo por lóculo, estilos libres o connados, estigmas enteros o bífidos. Fruto capsular; semillas carunculadas.

## Características
Altura: 4 a 8 m de altura, con una vida productiva de 45 a 50 años. Tallos erguidos y de ramas gruesas, y madera del árbol ligera.
Hojas de color verde , de 6 a 15 cm largo y ancho. Fruto oval de 30 mm, y cada fruto contiene de 2 a 3 semillas de color negro, con longitud de 17 a 20 mm, y ancho de 10 a 12 mm. Semillas en kg: 1700 aproximado. Aceite de semillas 30 a 40 %. Las ramas contienen látex. Se defolia (caída de hojas) en sequía e invierno así su desarrollo queda latente. No soporta bajas temperaturas (bajo cero) prolongadas.
Principales aceites: oleico y linoleico principalmente.

## Enfermedades y plagas
Jatropha es muy vulnerable al hongo de la pudrición texana (Pimathotrychum omnivora) un hongo encontrado en algunos suelos que tienen problemas de drenaje.
Es susceptible a la mosca blanca en sus primeros años de crecimiento.

## Especies y variedades
Según las investigaciones y la colección en herbarios de México, se han encontrado dos especies adicionales de Jatropha, además de Jatropha curcas:
1. Jatropha pereziae[5] con presencia en la región del río Balsas, en el estado de Michoacán.
2. Jatropha dehganii[5] con presencia en lomeríos del río Armería, en el estado de Jalisco.

Ambas especies pertenecen a la subsección ex.
En el Gran Chaco de Paraguay y Argentina, existe una variedad nativa (Jatropha matacensis), estudios, ya mostraron la aptitud de la planta para la explotación comercial y algún proyecto de plantación a gran escala está en estadio de planificación.

## Toxicidad
Investigaciones en ratas y peces establecieron que la harina de semillas de la planta Jatropha en estado salvaje originaria de México no mostró toxicidad como alimento. El contenido de proteína, energía, lípidos y aminoácidos en Jatropha curcas fue similar al de variedades tóxicas de Jatropha. La harina mostró niveles significativos de lectina, fitatos e inhibidor de la tripsina similares a los de la variedad tóxica.
La ausencia de ésteres de forbol en las semillas de Jatropha curcas originaria de México sugiere que uno de los principios de toxicidad en la variedades tóxicas de Jatropha puede estar relacionado con la presencia de ésteres de forbol.
El fitato en las harinas constituye el mayor componente anti-nutritivo que no se destruye con el calor y que puede tener efecto adversos, mientras que otros factores anti-nutricionales como los inhibidores de la tripsina y lectinas pueden ser destruidos mediante calor. Fuente: N. Foidl, G. Oliver, B. Schmook, T. N. Bhandare, J. B. Pandey, M. Sujatha.odaliz

## Floración
La floración en Jatropha puede presentarse entre los 12 y 24 meses en condiciones muy favorables, pero normalmente toma más tiempo. La producción de semilla se estabiliza a partir del 4° y 5° años. El desarrollo del fruto toma alrededor de 90 días desde la floración hasta la madurez de la semilla. Puede florear nuevamente después de producir frutos cuando las condiciones permanecen favorables por otros 90 días, pero después de esta 2a floración, la planta no florea nuevamente, sino que se desarrolla vegetativamente.

## Especies aprovechadas

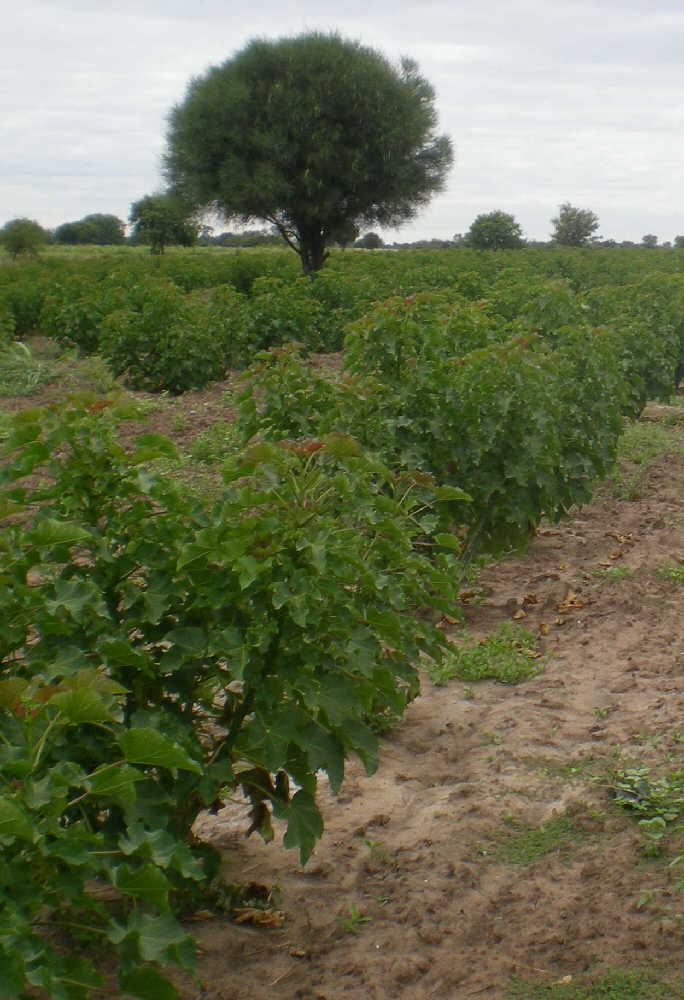
Plantación de Jatropha en el Gran Chaco paraguayo

- Jatropha cuneata es usada para hacer canastos por la nación seri, de Sonora, México, quienes la llaman haat [ʔaat]. Las varas son sometidas a un proceso de calentamiento, división y lavado. El rojo de las canastas se logra con un colorante extraído de la planta Krameria grayi.
- Jatropha curcas, usada desde hace mucho tiempo para extraer de sus semillas el "aceite de Jatropha", no comestible, materia prima para fabricar jabón o velas. En la actualidad se desarrollan en la India, Ghana, Madagascar, Filipinas y otros lugares, grandes planes para la producción de biodiésel a partir de las semillas de esta especie de jatrofa, cuyo contenido de aceite es de 40 %. La cáscara exterior del fruto es de color verde, pero cuando comienza a volverse amarillenta, las semillas están listas para ser recolectadas. Grupos de autoayuda de mujeres y de microcrédito han impulsado por años el cultivo de la jatrofa y han publicitado sus aplicaciones medicinales como la aplicación del aceite en el tratamiento de tumores o de la savia e infusiones de las hojas como antipiréticos.
- Jatropha integerrima planta ornamental con hermosas flores rojas.
- Jatropha multifida, el árbol coral. Hojas tiernas comestibles, consumidas como verduras en México.
- Jatropha podagrica usada para producir un tinte rojo en México y el sudoccidente de Estados Unidos. Puede ser usada como planta casera ornamental.

## Taxonomía
El género fue descrito por Carlos Linneo y publicado en Species Plantarum 2: 1006, en 1753. La especie tipo es: Jatropha gossypiifolia L.

## Imágenes

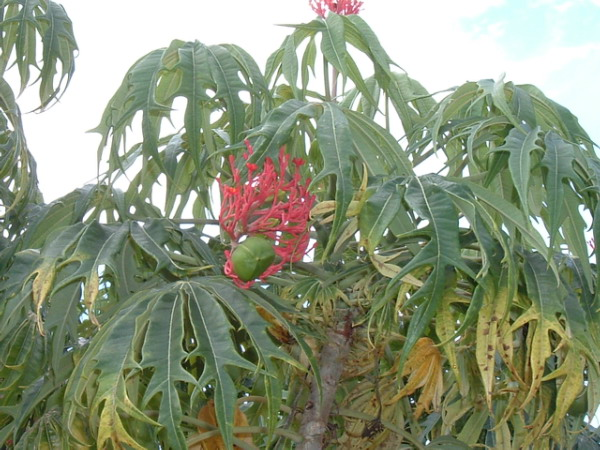
Jatropha multifida
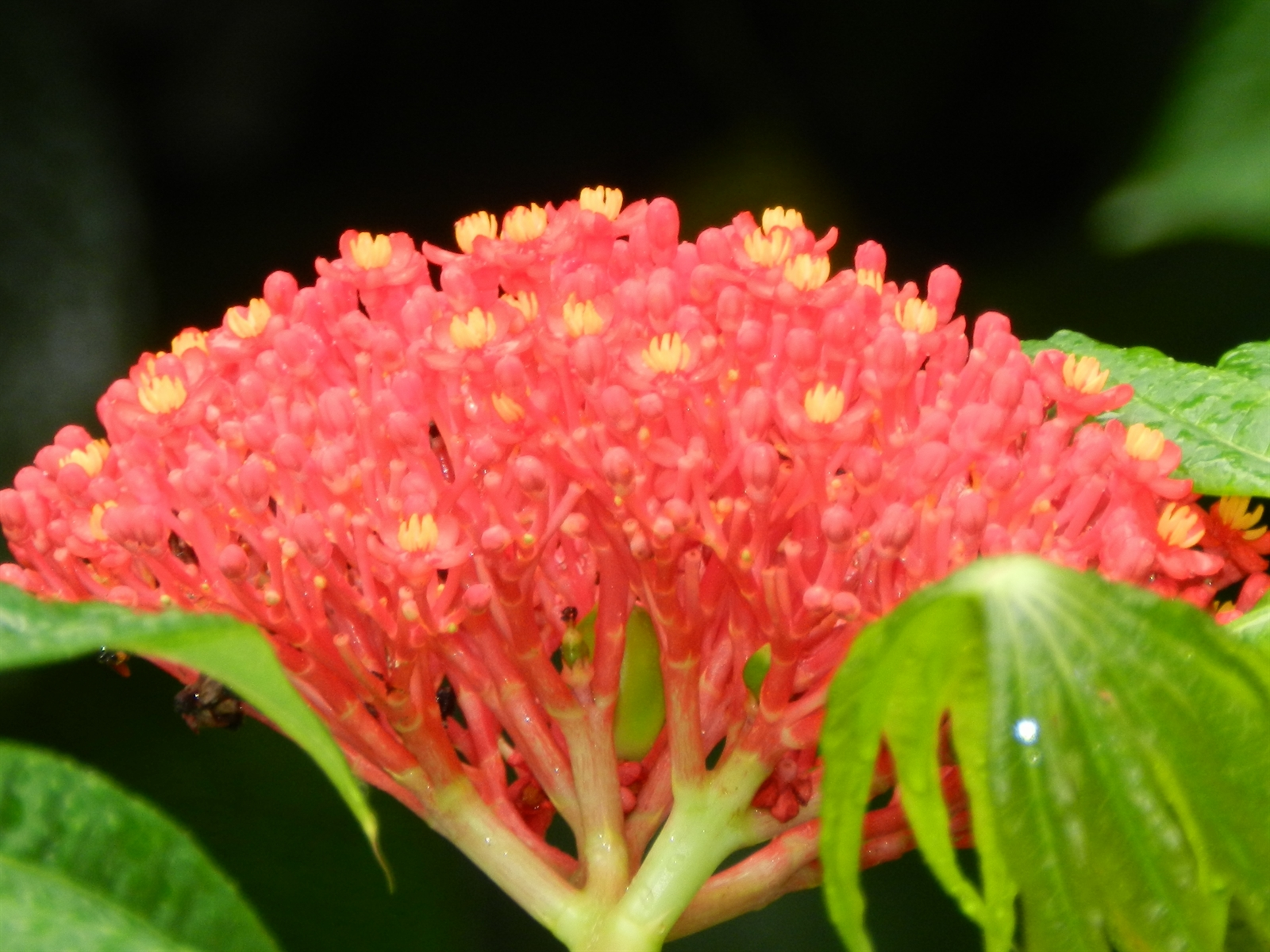
Racimo de flores de Jatropha multifida en El Crucero, Managua, Nicaragua.
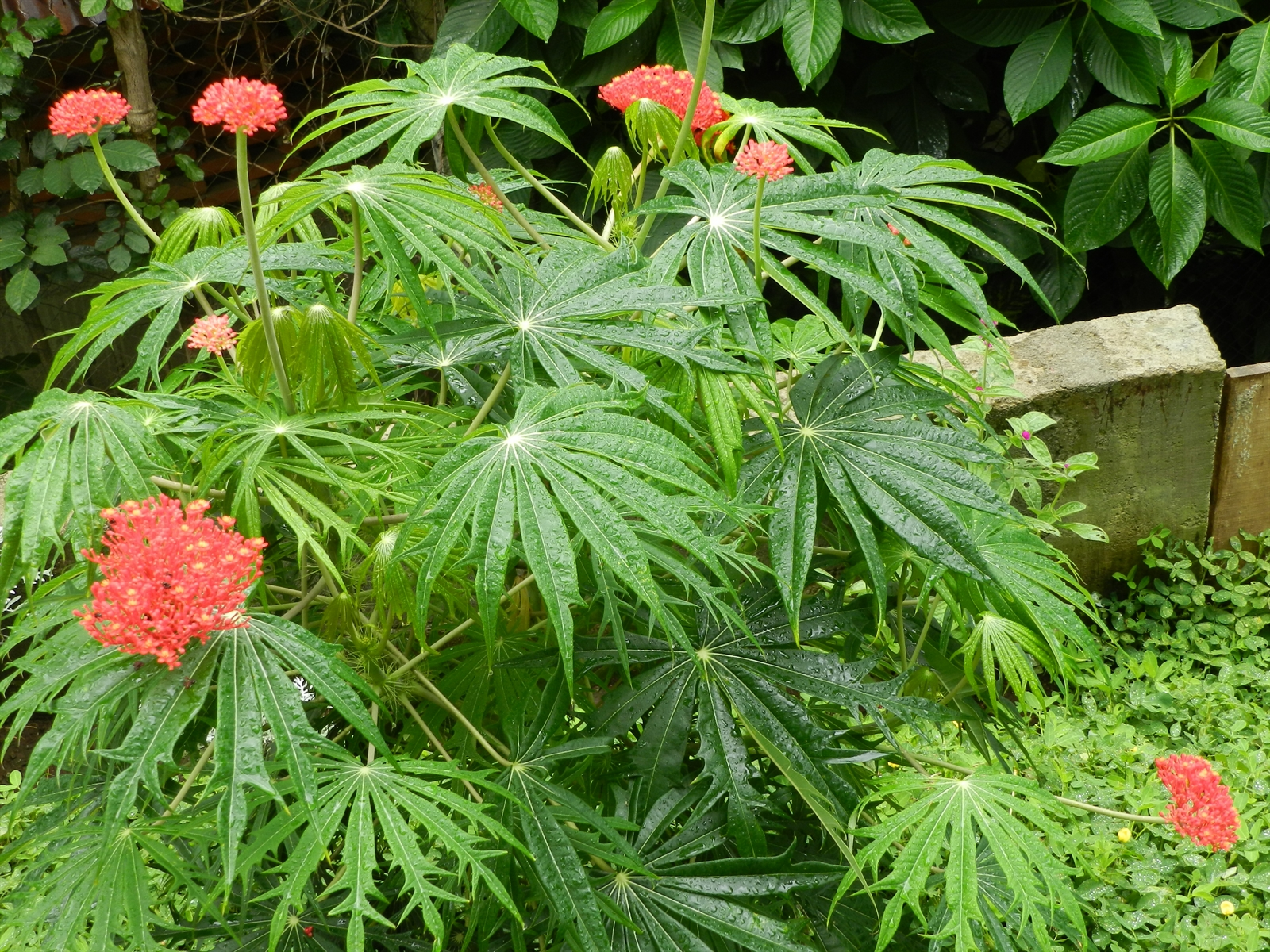
Arbusto de Jatropha multifida en El Crucero, Managua, Nicaragua.
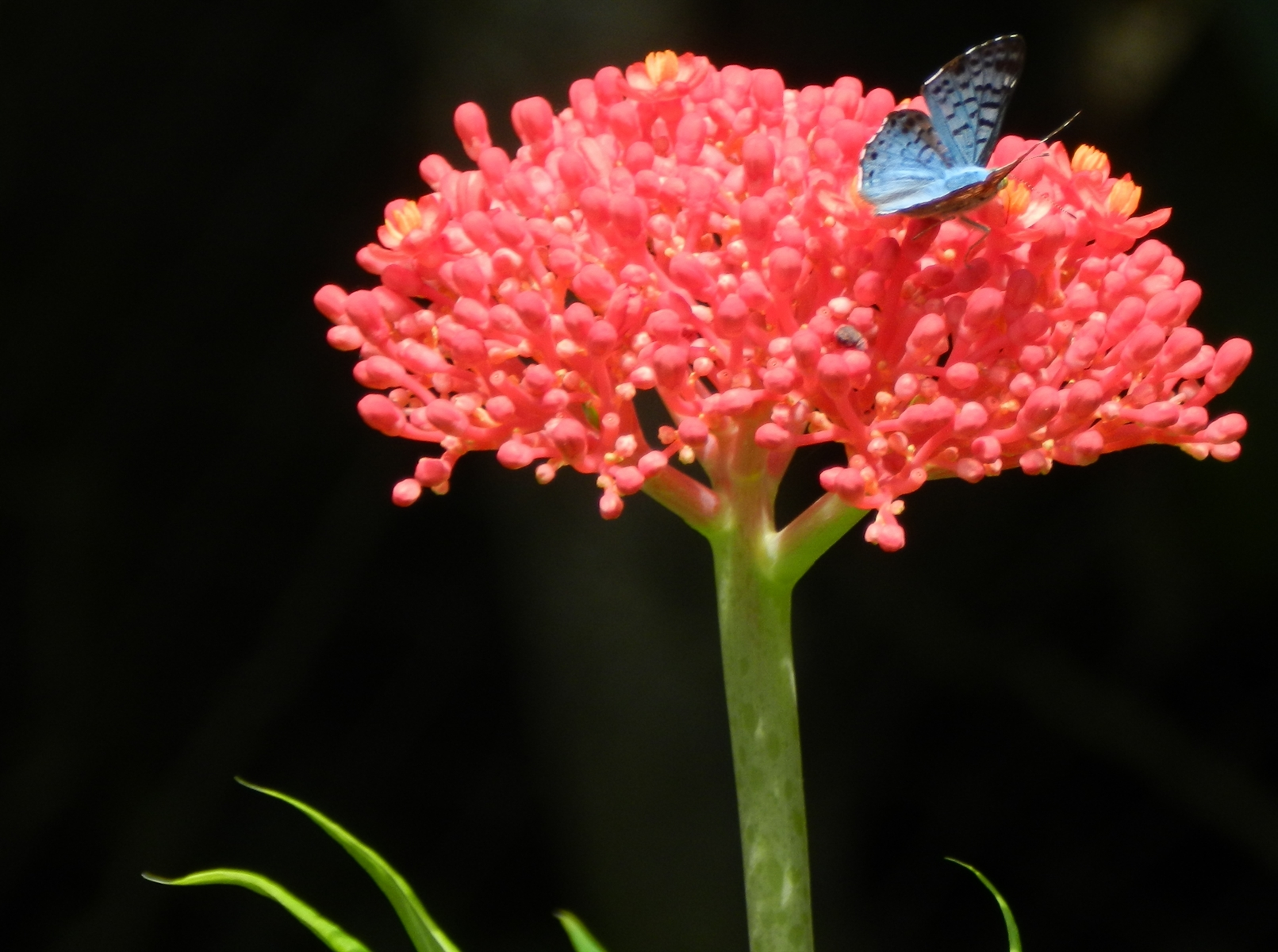
Racimo de flores de Jatropha multifida con mariposa azul en El Crucero, Managua, Nicaragua.
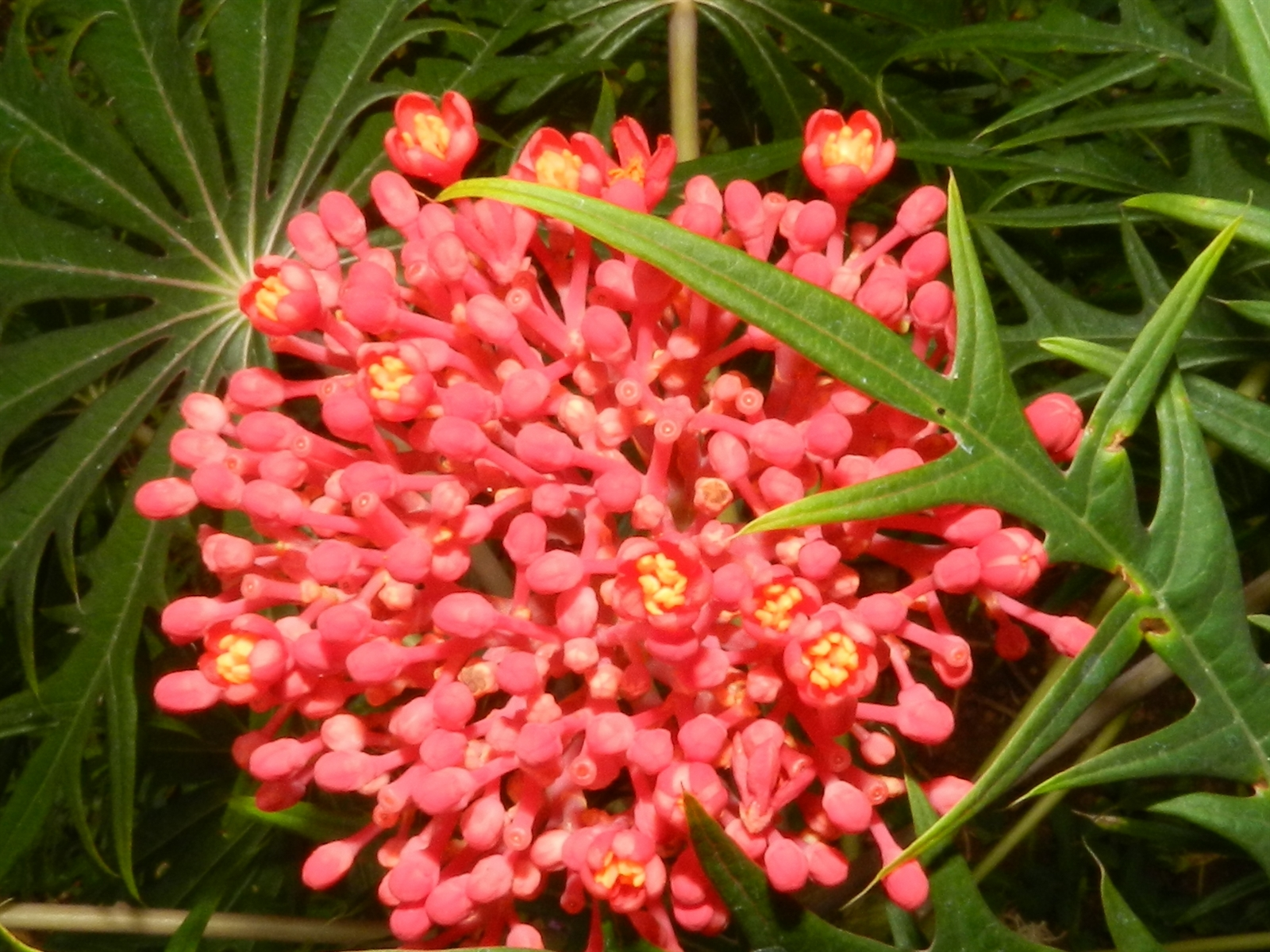
Racimo de flores y hojas de Jatropha multifida en El Crucero, Managua, Nicaragua.
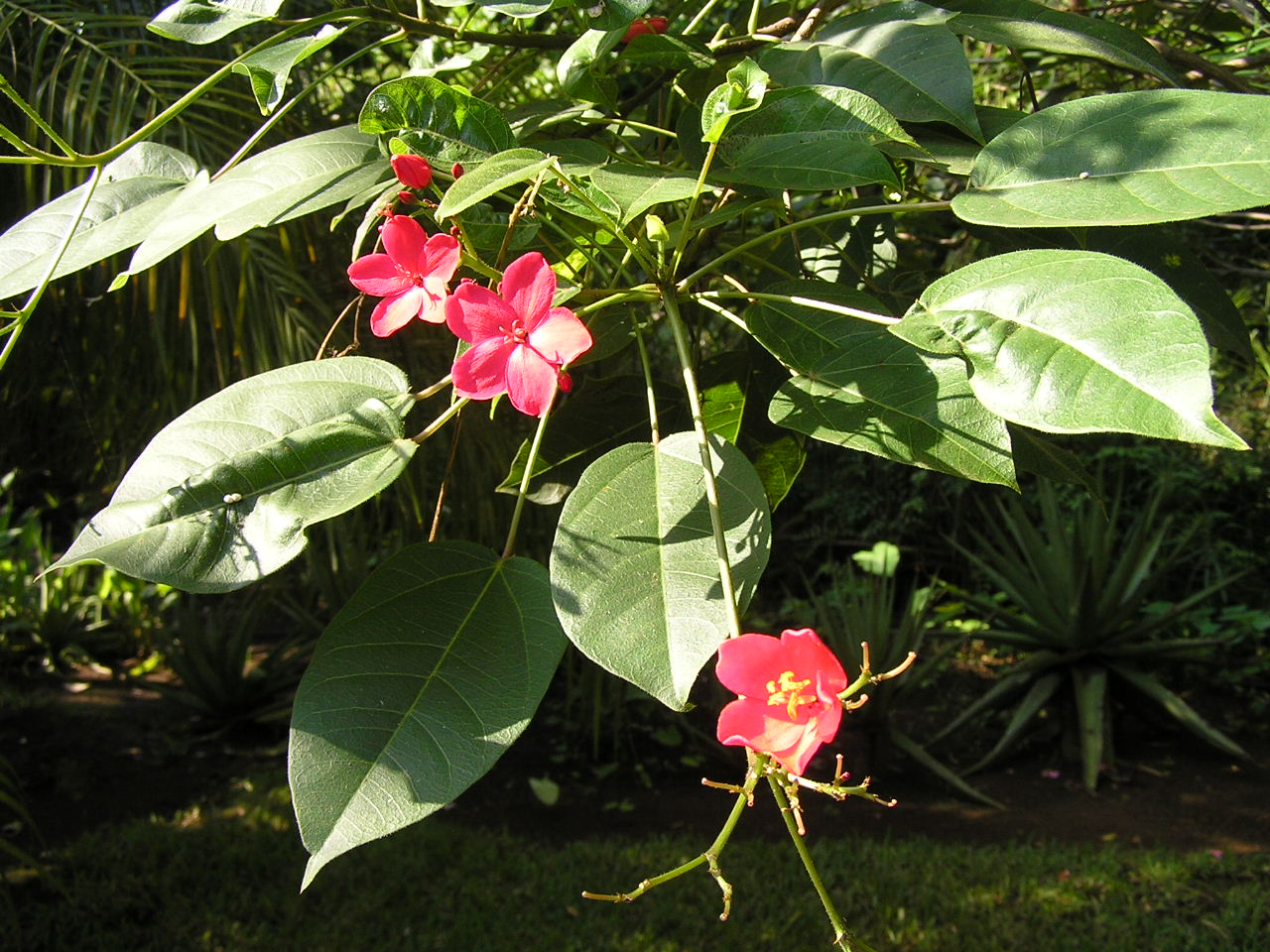
Jatropha integerrima
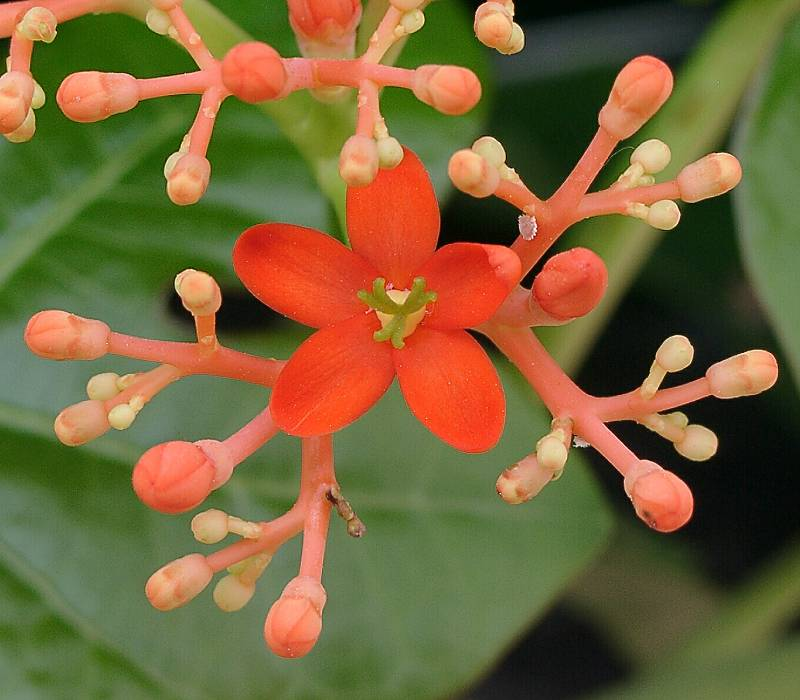
Jatropha podagrica
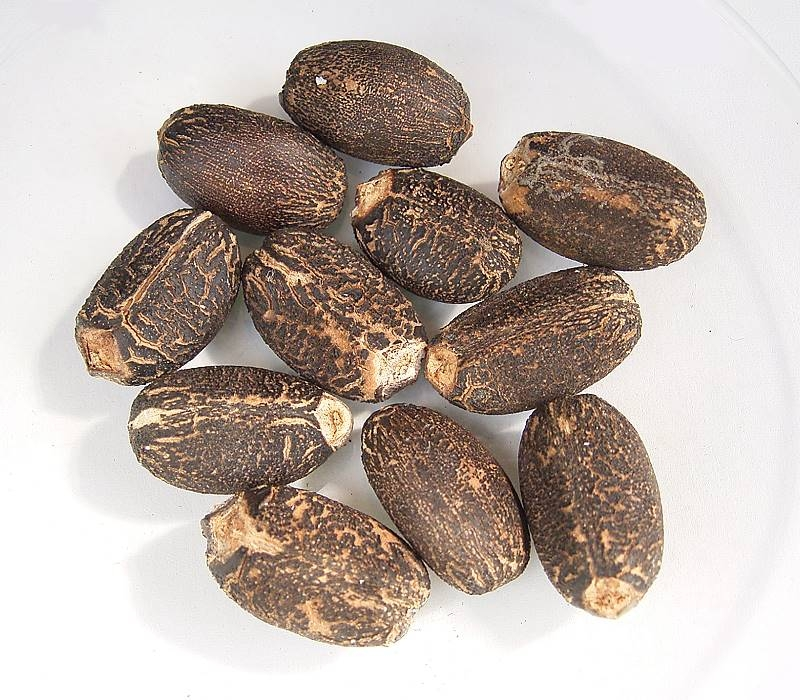
Semillas de Jatropha curcas